# Андреас Корнеліус
Андреас Корнеліус (дан. Andreas Cornelius, нар. 16 березня 1993, Копенгаген) — данський футболіст, нападник клубу «Копенгаген» та національної збірної Данії.

## Клубна кар'єра
У дорослому футболі дебютував 2011 року виступами за команду клубу «Копенгаген», в якій провів два сезони, взявши участь у 34 матчах чемпіонату.  У складі «Копенгагена» був одним з головних бомбардирів команди, маючи середню результативність на рівні 0,53 голу за гру першості. В сезоні 2012/13 став найкращим бомбардиром чемпіонату Данії з 18 голами за сезон.
Своєю грою за цю команду привернув увагу представників тренерського штабу клубу «Кардіфф Сіті», до складу якого приєднався у червні 2013 року. В англійському чемпіонаті заграти не зміг, у тому числі через травму, отриману в одній з перших ігор за нову команду.
31 січня 2014 року молодий форвард повернувся до «Копенгагена». Провів у рідній команді ще три з половиною роки, протягом яких регулярно виходив на поле, однак похизуватися високою результативністю вже не міг.
Влітку 2017 року знову видправився за кордон, цього разу до Італії, де у його послугах зацікавилася «Аталанта». Протягом сезону, проведеного у цій команді, відзначився лише 6 голами у 31 грі різних турнірів, а вже на початку наступного був відправлений в оренду до французького «Бордо».
Після проведеного у Франції сезону повернувся до Італії, де «Аталанта» знову відправила данця до оренди, цього разу до «Парми».

## Виступи за збірні
2010 року дебютував у складі юнацької збірної Данії, взяв участь у 20 іграх на юнацькому рівні, відзначившись 6 забитими голами.
З 2012 року залучається до складу молодіжної збірної Данії. На молодіжному рівні зіграв у 7 офіційних матчах, забив 2 голи.
Того ж 2012 року дебютував в офіційних матчах у складі національної збірної Данії. Наразі провів у формі головної команди країни 43 матчі, забивши 13 голів.
| Дата       | Місто           | Господарі          | Результат             | Гості                | Турнір                               | Голи | Примітки  |
| ---------- | --------------- | ------------------ | --------------------- | -------------------- | ------------------------------------ | ---- | --------- |
| 8-9-2012   | Копенгаген      | Данія              | 0 – 0                 | Чехія                | Відбір до ЧС 2014                    | -    | 71' 90+1' |
| 12-10-2012 | Софія (місто)   | Болгарія           | 1 – 1                 | Данія                | Відбір до ЧС 2014                    | -    | 35' 84'   |
| 26-1-2013  | Тусон (Аризона) | Канада             | 0 – 4                 | Данія                | товариський матч                     | 3    | 67'       |
| 31-1-2013  | Глендейл        | Мексика            | 1 – 1                 | Данія                | товариський матч                     | 1    | 84'       |
| 6-2-2013   | Скоп'є          | Північна Македонія | 3 – 0                 | Данія                | товариський матч                     | -    |           |
| 22-3-2013  | Оломоуць        | Чехія              | 0 – 3                 | Данія                | Відбір до ЧС 2014                    | 1    | 85'       |
| 26-3-2013  | Копенгаген      | Данія              | 1 – 1                 | Болгарія             | Відбір до ЧС 2014                    | -    |           |
| 5-6-2013   | Ольборг         | Данія              | 2 – 1                 | Грузія               | товариський матч                     | -    |           |
| 11-6-2013  | Копенгаген      | Данія              | 0 – 4                 | Вірменія             | Відбір до ЧС 2014                    | -    |           |
| 3-9-2014   | Оденсе          | Данія              | 1 – 2                 | Туреччина            | товариський матч                     | -    | 63'       |
| 31-8-2016  | Горсенс         | Данія              | 5 – 0                 | Ліхтенштейн          | товариський матч                     | 1    | 46'       |
| 11-10-2016 | Копенгаген      | Данія              | 0 – 1                 | Чорногорія           | Відбір до ЧС 2018                    | -    | 70'       |
| 11-11-2016 | Копенгаген      | Данія              | 4 – 1                 | Казахстан            | Відбір до ЧС 2018                    | 1    | 22' 82'   |
| 26-3-2017  | Клуж-Напока     | Румунія            | 0 – 0                 | Данія                | Відбір до ЧС 2018                    | -    | 45'       |
| 1-9-2017   | Копенгаген      | Данія              | 4 – 0                 | Польща               | Відбір до ЧС 2018                    | 1    | 75'       |
| 4-9-2017   | Єреван          | Вірменія           | 1 – 4                 | Данія                | Відбір до ЧС 2018                    | -    | 65' 78'   |
| 5-10-2017  | Подгориця       | Чорногорія         | 0 – 1                 | Данія                | Відбір до ЧС 2018                    | -    | 64'       |
| 11-11-2017 | Копенгаген      | Данія              | 0 – 0                 | Ірландія             | Відбір до ЧС 2018                    | -    | 64'       |
| 14-11-2017 | Дублін          | Ірландія           | 1 – 5                 | Данія                | Відбір до ЧС 2018                    | -    | 70'       |
| 27-3-2018  | Ольборг         | Данія              | 0 – 0                 | Чилі                 | товариський матч                     | -    |           |
| 21-6-2018  | Самара          | Данія              | 1 – 1                 | Австралія            | ЧС 2018 - 1-й етап                   | -    | 68'       |
| 26-6-2018  | Москва          | Данія              | 0 – 0                 | Франція              | ЧС 2018 - 1-й етап                   | -    | 75'       |
| 1-7-2018   | Нижній Новгород | Хорватія           | 1 – 1 д.ч. (3-2 п.п.) | Данія                | ЧС 2018 - 1/8 фіналу                 | -    | 66'       |
| 9-9-2018   | Орхус           | Данія              | 2 – 0                 | Уельс                | Ліга націй УЄФА 2018-2019 - 1-й етап | -    | 86'       |
| 19-11-2018 | Орхус           | Данія              | 0 – 0                 | Ірландія             | Ліга націй УЄФА 2018-2019 - 1-й етап | -    | 78'       |
| 12-10-2019 | Копенгаген      | Данія              | 1 – 0                 | Швейцарія            | Відбір до ЧЄ 2020                    | -    |           |
| 18-11-2019 | Дублін          | Ірландія           | 1 – 1                 | Данія                | Відбір до ЧЄ 2020                    | -    | 33'       |
| 5-9-2020   | Копенгаген      | Данія              | 0 – 2                 | Бельгія              | Ліга націй УЄФА 2020-2021 - 1-й етап | -    | 83'       |
| 7-10-2020  | Гернінг         | Данія              | 4 – 0                 | Фарерські острови    | товариський матч                     | 1    | 46'       |
| 6-6-2021   | Копенгаген      | Данія              | 2 – 0                 | Боснія і Герцеговина | товариський матч                     | 1    | 71' 89'   |
| 12-6-2021  | Копенгаген      | Данія              | 0 – 1                 | Фінляндія            | ЧЄ 2020 - 1-й етап                   | -    | 76'       |
| 17-6-2021  | Копенгаген      | Данія              | 1 – 2                 | Бельгія              | ЧЄ 2020 - 1-й етап                   | -    | 72'       |
| 21-6-2021  | Копенгаген      | Данія              | 4 – 1                 | Росія                | ЧЄ 2020 - 1-й етап                   | -    | 85'       |
| 26-6-2021  | Амстердам       | Уельс              | 0 – 4                 | Данія                | ЧЄ 2020 - 1/8 фіналу                 | -    | 70'       |
| 7-9-2021   | Копенгаген      | Данія              | 5 – 0                 | Ізраїль              | Відбір до ЧС 2022                    | 1    | 86'       |
| 9-10-2021  | Кишинів         | Молдова            | 0 – 4                 | Данія                | Відбір до ЧС 2022                    | -    | 77'       |
| 12-11-2021 | Копенгаген      | Данія              | 3 – 1                 | Фарерські острови    | Відбір до ЧС 2022                    | -    | 67'       |
| 15-11-2021 | Глазго          | Шотландія          | 2 – 0                 | Данія                | Відбір до ЧС 2022                    | -    | 72'       |
| 29-3-2022  | Копенгаген      | Данія              | 3 – 0                 | Сербія               | товариський матч                     | -    | 56'       |
| 3-6-2022   | Сен-Дені        | Франція            | 1 – 2                 | Данія                | Ліга націй УЄФА 2022-2023 - 1-й етап | 2    | 59'       |
| 6-6-2022   | Відень          | Австрія            | 1 – 2                 | Данія                | Ліга націй УЄФА 2022-2023 - 1-й етап | -    | 52'       |
| 10-6-2022  | Копенгаген      | Данія              | 0 – 1                 | Хорватія             | Ліга націй УЄФА 2022-2023 - 1-й етап | -    | 8' 62'    |
| 13-6-2022  | Копенгаген      | Данія              | 2 – 0                 | Австрія              | Ліга націй УЄФА 2022-2023 - 1-й етап | -    | 46'       |
| Усього     |                 | Матчів             | 43                    |                      | Голів                                | 13   |           |

## Титули і досягнення
- Найкращий бомбардир чемпіонату Данії: 2012-13 (18 голів)

- Чемпіон Данії (5):

«Копенгаген»: 2012-13, 2015-16, 2016-17, 2022-23, 2024-25
- Володар Кубка Данії (5):

«Копенгаген»: 2014-15, 2015-16, 2016-17, 2022-23, 2024-25
- Чемпіон Туреччини (1):

«Трабзонспор»: 2021-22
- Володар Суперкубка Туреччини (1):

«Трабзонспор»: 2022